# Pierre-Marie-Alexis Millardet
Pierre-Marie-Alexis Millardet (Montmirey-la-Ville, 13 december 1838 – Bordeaux, 5 december 1902) was een Frans plantkundige en mycoloog. Hij studeerde aan de universiteiten van Heidelberg en Freiberg en werd later hoogleraar plantkunde aan de universiteiten van Straatsburg (1869), Nancy (1872) en Bordeaux (1876).
Hij heeft vooral naam gemaakt door zijn werk met plantenziekten. In de jaren '60 van de 19e eeuw werden de wijngaarden van Frankrijk geïnfecteerd door de zeer schadelijke Phylloxera, een luis die vanuit de Verenigde Staten in Europa was geïntroduceerd. Millardet en zijn mede-botanicus Jules Émile Planchon kregen de plaag onder controle door de wijnstokken te enten op Amerikaanse onderstammen die resistent waren tegen de luis.
Millardet was ook verantwoordelijk voor een middel om meeldauw (Plasmopara viticola) te bestrijden door gebruik te maken van een mengsel van water, koper(II)sulfaat en gebluste kalk, bekend geworden als Bordeauxse pap. Dit was het eerste fungicide en het wordt nog steeds gebruikt.
- Bibliothèque nationale de France: cb10445384k (data)
- Author citation (botany): Millardet
- Stuttgart Database of Scientific Illustrators 1450–1950: 4439
- Gemeinsame Normdatei: 117042102
- International Standard Name Identifier: 0000 0000 4680 4144
- Library of Congress Control Number: no2008037164
- Base Léonore: LH//1876/54
- Nationale Bibliotheek van Israël: 987007282960705171
- Système universitaire de documentation: 094621721
- Museum of New Zealand Te Papa Tongarewa: 57118
- Virtual International Authority File: 51493310
- WorldCat: E39PBJdcxRwGqhg8D3rfbYwKVC